# Sofja Sacharowna Fedortschenko

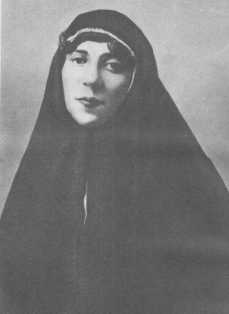
Sofja Sacharowna Fedortschenko

Sofja Sacharowna Fedortschenko (russisch Софья Захаровна Федорченко; wiss. Transliteration Sof'ja Zacharovna Fedorčenko; * 19. September 1888 in St. Petersburg; † 12. Juli 1957 in Moskau) war eine russische Krankenschwester, Schriftstellerin und Kinderbuchautorin.
Als Krankenschwester hat sie während des Ersten Weltkriegs verzeichnet, worüber sich die russischen Soldaten unterhielten, als sie verwundet in den Lazaretten lagen und wenn sie sich unbeobachtet wähnten. Diese Erlebnisse hat sie literarisch zu einer Art Fronttagebuch der Jahre 1915–16 aus der Sicht des einfachen Soldaten verarbeitet. Elias Canetti und Thomas Mann haben das auf Deutsch unter dem Titel Der Russe redet erschienene Werk sehr geschätzt. Es wurde auch ins Französische übersetzt.
Weitere Bände dieses auf Russisch unter dem Titel Narod na vojne (russisch Народ на войне; „Das Volk im Krieg“) erschienenen Werkes hat sie über die Februarrevolution (1917) und den russischen Bürgerkrieg veröffentlicht (russ.).
Ihre historischen Werke aus der Zeit des Pugatschow-Aufstandes: Detstvo Semigorova (Die Kindheit Semigorows, 1956, zuerst 1942), Otrocestvo Semigorova (Semigorows Knabenjahre, 1957) und Iunost' Semigorova (Die Jugend Semigorows, 1960) erschienen 1963 als Trilogie (Pavel Semigorov:  Trilogija. Romany) in zwei Bänden (russ.).

## Werke
- Sofja Fedortschenko: Der Russe redet: Aufzeichnungen nach dem Stenogramm. Deutsch von Alexander Eliasberg. München: Drei Masken Verlag, 1923. Russische Bibliothek (Narod na vojne, dt., Erster Band)
- Sophie Fedortchenko: Le Peuple à la guerre. Propos de soldats russes recueillis par une infirmière. Adaptés du russe par Lydia Bach et Charles Reber. Valois, Paris 1930